# Дубец (Новгородская область)
Дубец — деревня в Солецком районе Новгородской области.

## География
Находится в западной части Новгородской области на расстоянии приблизительно 1 км на восток от районного центра города Сольцы на правом берегу реки Шелонь.

## История
На карте 1888 года отмечена как поселение с 3 дворами. На карте 1942 года отмечена как совхоз. До 2020 года входила в состав Солецкого городского поселения до его упразднения.

## Население
Численность населения: 9 человек (русские 100 %) в 2002 году, 3 в 2010.